# Corynura atrovirens
Corynura atrovirens là một loài Hymenoptera trong họ Halictidae. Loài này được Herbst mô tả khoa học năm 1924.